# William Blathwayt

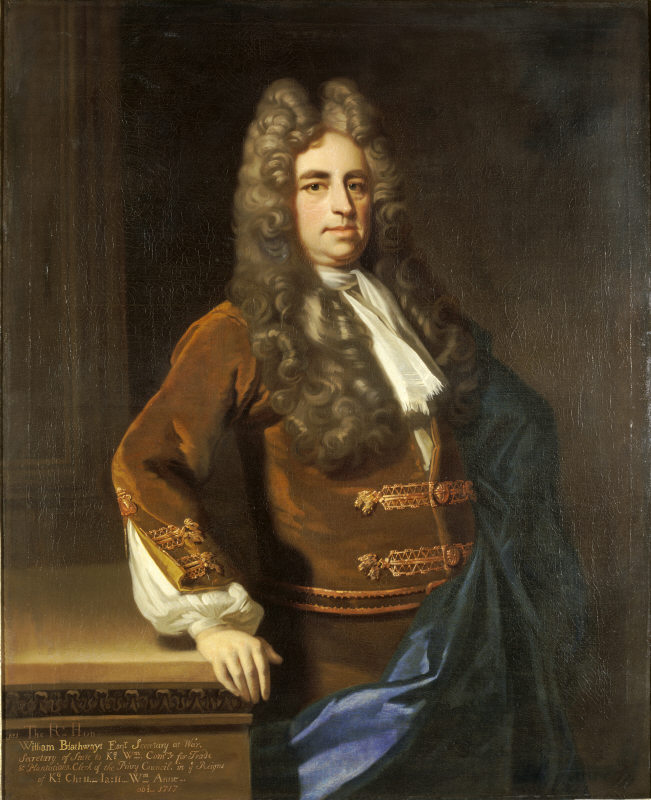
William Blathwayt, um 1690

William Blathwayt (oder Blathwayte) (getauft 2. März 1649 in St. Martin-in-the-Fields, London; † August 1717 in Dyrham, South Gloucestershire) war ein englischer Beamter und Politiker, der das Kriegsministerium (War Office) als eine Abteilung der britischen Regierung etablierte und eine wichtige Rolle bei der Verwaltung der Dreizehn Kolonien von Nordamerika spielte.
Sein gleichnamiger Vater hatte das Brasenose College besucht, war Barrister am Middle Temple. William beschritt zunächst den gleichen Karriereweg und trat 1665 in den Middle Temple ein. 1668, nachdem sein Onkel Thomas Povey für ihn eine Stelle an der englischen Botschaft in Den Haag gefunden hatte, trat er in den diplomatischen Dienst ein. In den frühen 1670ern kehrte er nach London zurück und wurde Clerk of the Privy Council. Als Assistent des Sekretärs des Rates verwaltete er die britischen Kolonien in Nordamerika. Er war verantwortlich für die Abfassung der Charta der Kronkolonie Massachusetts Bay Colony. Im Oktober 1686 wurde er Sekretär des Staatsrates. Im gleichen Jahr heiratete er die reiche Witwe Mary Wynter († 1691). 
1683 erwarb er das Amt des Secretary at War, dessen Zuständigkeitsbereich stark erweitert wurde. Von 1685 bis 1689 war er als Whig-Abgeordneter für das Borough Newtown auf der Isle of Wight und von 1693 bis 1710 für das Borough Bath in Somerset Mitglied des House of Commons. 1693 baute er sich ein großes Wohnhaus im Dyrham Park nahe Bristol, das er mit holländischen Alten Meistern und Möbeln dekorierte. 1710 ging er in den Ruhestand und zog sich nach Dyrham zurück.